# Leo Bersani
Leo Bersani (* 16. April 1931 in der Bronx, New York City, New York; † 20. Februar 2022 in Peoria, Arizona) war ein US-amerikanischer Literaturtheoretiker und Hochschulprofessor für Französisch, zuletzt bis 1996 an der University of California, Berkeley.
Nach seiner Promotion an der Harvard University lehrte Bersani am Wellesley College, an der Rutgers University und an der University of California in Berkeley. Außerdem wirkte Bersani als Visiting Lecturer am Collège de France, Paris, an der École des Hautes Études en Sciences Sociales sowie als Visiting Professor am Department of Romance Languages der Harvard University.
Als Literaturwissenschaftler gehörte Bersani zu den weltweit einflussreichsten Vertretern der Queer-Theorie und trat hierbei insbesondere mit seinen Schriften zur AIDS-Krise hervor.

## Monografien
- Marcel Proust. The Fiction of Life and of Art. Oxford University Press, New York 1965.
- Balzac to Beckett. Center and Circumference in French Fiction. Oxford University Press, New York 1970.
- Baudelaire and Freud. University of California Press, Berkeley 1977. ISBN 0-520-03402-3.
- The Death of Stéphane Mallarmé. Cambridge University Press, New York 1981. ISBN 0-231-06218-4.
- (gemeinsam mit Ulysse Dutoit) The Forms of Violence. Narrative in Assyrian Art and Modern Culture. Schocken Books, New York 1985. ISBN 0-8052-3973-1.
- A Future for Astyanax. Character and Desire in Literature. Columbia University Press, New York 1986. ISBN 0-231-05938-8.
- The Freudian Body. Psychoanalysis and Art. Columbia University Press, New York 1986. ISBN 0-231-06218-4.
- The Culture of Redemption. Harvard University Press, Cambridge (Mass.) 1990. ISBN 0-674-17977-3.
- (gemeinsam mit Ulysse Dutoit) Arts of Impoverishment. Beckett, Rothko and Resnais. Harvard University Press, Cambridge (Mass.) 1993. ISBN 0-674-04875-X.
- Homos. Harvard University Press, Cambridge (Mass.) 1995. ISBN 0-674-40619-2.
- (gemeinsam mit Ulysse Dutoit) Caravaggio's Secrets. The MIT Press, Cambridge (Mass.), London 1998. ISBN 0-262-02449-7.
- (gemeinsam mit Ulysse Dutoit) Forms of Being. Cinema, Aesthetics, Subjectivity. British Film Institute, London 2004. ISBN 1-84457-015-0.
- Is the Rectum a Grave? And Other Essays. University of Chicago Press, Chicago, London 2009. ISBN 978-0-226-04352-4.
- (gemeinsam mit Adam Phillips) Intimacies. University of Chicago Press, Chicago, London 2010. ISBN 978-0-226-04345-6.
- Thoughts and Things. University of Chicago Press, Chicago, London 2015. ISBN 978-0-226-20605-9.
- Receptive Bodies. University of Chicago Press, Chicago, London 2018. ISBN 978-0-226-57993-1.

## Auszeichnungen
- 1992: Gewählter Fellow der American Academy of Arts and Sciences
- 2004: Sigmund-Freud-Vorlesung in Wien (über Psychoanalysis and the Aesthetic Subject)